# Fest
Ein Fest ist ein gesellschaftliches oder religiöses Ritual oder ein Ereignis, zu dem sich Menschen an einem Ort zu einem besonderen Zeitpunkt treffen und gesellig sind. Der Tag, an dem das Ereignis stattfindet, wird als Festtag bezeichnet. Die Bezeichnung Feier gilt als Synonym für den Begriff Fest, wenn sie sich auf ein entsprechendes Ritual oder Ereignis bezieht.
Das Wortfeld Feier/feiern hat darüber hinaus weitere Bedeutungen.

## Geschichte der WörterFestundFeierund ihrer Bedeutung

### Vom lateinischen zum deutschen Sprachgebrauch
Das deutsche Wort Fest stammt vom lateinischen Wort fēstum für das Feiern vorgesehener Zeitabschnitte. Das deutsche Wort Feier ist von dem lateinischen Wort feriae „Tage, an denen keine Geschäfte vorgenommen werden“ abgeleitet, spätlateinisch feria „Festtag“, mittellateinisch auch „Jahrmarkt“.
Beide Wörter wurzeln in dem lateinischen Wort fari, „sprechen“, „(göttliches) Wort“, davon abgeleitet fas („göttliches Recht, heilige Weltordnung“, uritalisch *fēs-io- ‚heilig‘). Lateinsprecher drückten damit ihre Ansicht aus, dass während des Festes profane Tätigkeiten der Feiernden ruhen sollten.

### Jüdisch-christliche Tradition des Feierns
Nach jüdischer Auffassung hat Gott der Zeit ihre Struktur gegeben. Zu dieser Struktur gehört die Sieben-Tage-Woche mit dem Gebot, den siebten Tag als den Tag, an dem Gott nach seinem Schöpfungswerk ruhte, als Sabbat zu feiern (Ex 20,11 ). Feiertage wie der Sabbat, aber auch nur einmal im Jahr zu feiernde Tage, werden im Hebräischen als „Moed“ bezeichnet. Ein „Moed“ ist „eine Verabredung für eine heilige Zusammenkunft“ des Menschen mit Gott. Ein Feiertag muss „geheiligt“ werden, indem Gläubige an ihm keiner (Erwerbs-)Arbeit nachgehen und gemeinsam mit anderen Gläubigen an einer rituellen Feier teilnehmen. Am Freitagabend, dem Vorabend zum Sabbat, begrüßen sich Juden traditionellerweise mit „Schabbat schalom“. 
Das Christentum setzte die Tradition der Sieben-Tage Woche fort. Es begeht als Wochenfeiertag den Sonntag, den ersten Tag der Woche und Tag der Auferstehung Jesu Christi (Mt 28,1 ), als „Tag des Herrn“ (Dies Dominicus, französisch Dimanche, italienisch Domenica).
Das Hebräische trennt den „Chag“ (die „Festversammlung“) vom „Moed“. Als „Chag“ gelten einerseits die drei traditionellen Wallfahrtsfeste Pessach, Schawuot und Sukkot, an denen man sich mit Chag sameach („Frohes Fest!“) begrüßt, andererseits auch Geburtstagsfeiern und andere profane Feste.
Auch private Feiern können allerdings eine Begegnung mit dem Heiligen beinhalten. So wird z. B. nach katholischer Auffassung während einer kirchlichen Trauung das Sakrament der Ehe gespendet.

### „Ruhenlassen der Arbeit“ und „Teilnehmen an einer feierlichen Veranstaltung“
Das Verb „feiern“ hat nicht nur die Bedeutung „an einem Fest teilnehmen“, sondern auch die Bedeutung: „die Arbeit ruhen lassen“, z. B. in dem Kompositum „krankfeiern“.
In der letztgenannten Wortbedeutung sind die Wörter „Feiertag“ und „Feierschicht“ zu verstehen.
Als Feierschicht wurde ab 1958 im Bergbau in Deutschland, insbesondere im Ruhrbergbau, eine ausgefallene Schicht bezeichnet, während derer Arbeitskräfte nicht ihrer Arbeit nachgehen konnten. Feierschichten sind Symptome einer Wirtschaftskrise/Kohlekrise.
Gesetzliche Feiertage sind Tage, an denen der betreffende Staat auf seinem Gebiet anordnet, die Arbeit weitgehend ruhen zu lassen. Der Zweck eines Feiertags besteht zwar auch darin, Erwerbstätigen die Teilnahme an bestimmten Feiern (z. B. an Gottesdiensten oder Maikundgebungen) zu ermöglichen, eine Teilnahme an diesen ist aber nicht rechtlich verpflichtend.
Dadurch könnte der Eindruck entstehen, dass die Bedeutungen „Ruhenlassen der Arbeit“ und „Teilnehmen an einer feierlichen Veranstaltung“ nichts miteinander zu tun hätten. Tatsächlich ist das Ruhenlassen der Arbeit zumeist Voraussetzung dafür, dass man an einem Fest als Feiernder teilnehmen kann.
Das vollständige Ruhenlassen der Arbeit an einem Feiertag ist de facto in keinem Staat möglich. Es gibt gesellschaftlich notwendige Arbeit, die auch an einem Feiertag nicht ruhen kann (z. B. die Arbeit von Feuerwehrleuten, Polizisten und Notärzten). Auch bei vielen Feiern ist ein Einsatz Erwerbstätiger erforderlich. So listet z. B. ein professioneller Hochzeitsplaner auf, wie viele professionelle Dienstleister erforderlich sind, damit die Feiernden sich an der Hochzeitsfeier in einem Saal unbeschwert erfreuen können. Ähnliches gilt für viele andere Feste und Feiern.
Josef Isensee räumt ein, dass es ohne Arbeit kein Fest und keine Feier geben könne. Aber es sei die Aufgabe der für die Veranstaltung Arbeitenden, sich (als Arbeitende) während der Feier „unsichtbar“ zu machen. Deutlich sichtbare Priester in Messfeiern sind für Isensee weder „Messwerker“ noch „Liturgiearbeiter“, sondern „Zelebranten“ (auf Deutsch: „Feiernde“).

## Funktionen von Festen
Feste haben einen repräsentativen und demonstrativen Aspekt, der sie nach außen hin erkennbar macht (etwa in: Prozession, Tanz, Schauspiel, Wettbewerbe). Man kann sie ggf. als Pilger oder Tourist aufsuchen und sich beteiligen.
Traditionellerweise sollen Feste, aber auch Feiern gemeinschaftsstiftend und gemeinschaftserhaltend wirken. Bestimmte Rituale (z. B. das Festmahl) sollen demnach den sozialen Zusammenhalt der Festteilnehmer festigen. Durch regelmäßige Besuche von Gottesdiensten, die durch festgelegte liturgische Abläufe gekennzeichnet sind, demonstrieren Gläubige die Zugehörigkeit zu ihrer Religionsgemeinschaft.
Feste heben sich durch besondere Bräuche, die auch hohe Emotionalität (im Fall von erfreulichen Festanlässen Freude und Begeisterung) bis hin zur Ekstase erlauben können, aus dem Alltag heraus. Ihnen kann also ein wildes, anarchisches oder destruktives Moment zugrunde liegen, etwa im Karneval. Nach Sigmund Freud ist ein Fest „ein gestatteter, vielmehr ein gebotener Exzess, ein feierlicher Durchbruch eines Verbotes. Nicht weil die Menschen infolge irgend einer Vorschrift froh gestimmt sind, begehen sie die Ausschreitungen, sondern der Exzess liegt im Wesen des Festes; die festliche Stimmung wird durch die Freigebung des sonst Verbotenen erzeugt.“ Ein Fest kann aber auch sehr gemessen oder getragen zugehen. So folgten Feste in der Barockzeit strengen Regeln, die sich in Abwandlung zum Teil bis in unsere Tage erhalten haben (Gastgeber, Gast, Festprogramm). Feste – speziell teure und große Feste – stehen auch für eine Art von Geltungskonsum.
Feste und Feiern gliedern die Zeit in Zyklen und Perioden, wenn sie in regelmäßigen Abständen stattfinden.
Es gibt auch Feiern aus traurigem Anlass, bei denen die oben angeführten „Exzesse“ fehl am Platz sind. An ihre Stelle tritt die Anteilnahme als vorherrschende Emotion. Dies trifft vor allem auf Gedenkfeiern (z. B. am Volkstrauertag) und auf Beisetzungsfeiern zu.

## Arten von Festen und Feiern
Feste lassen sich unterscheiden in

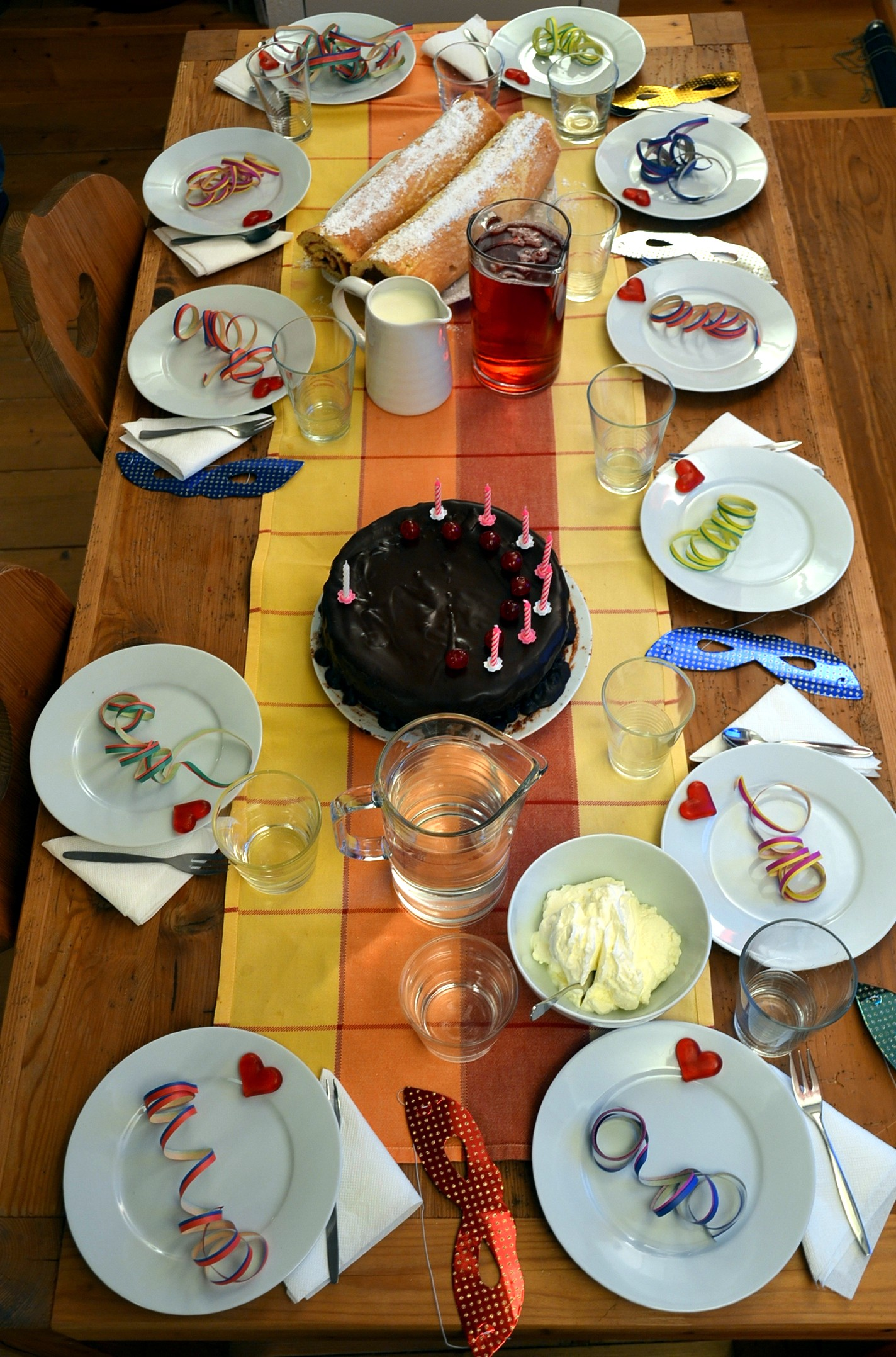
Gedeckter Tisch für eine Kindergeburtstagsfeier

- wochenzyklische Feiertage und Feiern
  - Gottesdienste bzw. Messfeiern am Sonntag (Christentum), Sabbat (Judentum) und Freitag (Islam)

- jahreszyklische Feste und Feiertage
  - religiöse:
    - Keltischer Jahreskreis (Sonnen- und Mondfeste)
    - Das jüdische Jahr
    - Kirchenjahr

  - Erntedankfeste
  - Vereins- und Verbandsfeste von Schützen, Reitern, Turnern, Sängern; Kinderfeste, Betriebs- und Jahrgangsfeiern
  - national/politische: Nationalfeiertage, Volkstrauertag
  - kulturell/politische: internationale Feiertage (z. B. Tag der Erde), Olympische Spiele

- personenbezogene Feste und Feiern (vgl. Passageritus)
  - Geburt (vgl. Geburtstag, Geburtstagslied)
  - Namengebung, Taufe
  - Reife / Initiation (z. B. Mannbarkeit, Konfirmation, Jugendweihe, Schulentlassung: Abschlussfeier oder -ball)
  - Verlobung, Hochzeit
  - Tod, Trauerfeier (z. B. Beerdigung, Einäscherung)

- sachbezogene Feste (z. B. Stapellauf von Schiffen, Richtfest)